# Nagatino-Sadovniki
Il quartiere Nagatino-Sadovniki (in russo Район Нагатино-Садовники?) è un quartiere di Mosca sito nel Distretto Meridionale.
Costituito con la riforma amministrativa del 1991, prende il nome da una delle sue vie, via Sadovniki ("dei giardinieri") e dall'abitato di Nagatino, benché questo sorgesse più a est del quartiere attuale.